# Eino Leino (poeta)
Eino Leino, właśc. Armas E. Leopold Lönbohm (ur. 6 lipca 1878 w Paltamo,  zm. 10 stycznia 1926 w Tuusula) – fiński poeta, przedstawiciel neoromantyzmu.
Był autorem między innymi zbioru Kantyczki i poematu oktawą Pieśni księcia Jana i Katarzyny Jagiellonki. W swojej twórczości odwoływał się do tradycji ludowej, zwłaszcza do Kalevali. Oprócz tego tłumaczył klasykę światową. Przyswoił między innymi Boską komedię Dantego Alighieri.